# Lajedão
Lajedão är en kommun i Brasilien.   Den ligger i delstaten Bahia, i den sydöstra delen av landet, 800 km öster om huvudstaden Brasília. Antalet invånare är 3 733.
Omgivningarna runt Lajedão är huvudsakligen savann. Runt Lajedão är det mycket glesbefolkat, med 5 invånare per kvadratkilometer.